# Paranesidea gigacantha
Paranesidea gigacantha är en kräftdjursart som först beskrevs av Louis S. Kornicker 1961.  Paranesidea gigacantha ingår i släktet Paranesidea och familjen Bairdiidae. Inga underarter finns listade i Catalogue of Life.